# Unumstrittener Boxweltmeister
Im Profiboxen wird der Titel des unumstrittenen Weltmeisters (englisch Undisputed Champion) demjenigen verliehen, der die Weltmeisterschaftstitel aller anerkannten Boxverbände vereint. Es ist der größte Erfolg, den ein Profiboxer erzielen kann. Die Gewichtsklassen, in denen es bisher noch keinen unumstrittenen Weltmeister gab, sind das Superbantam-, Halbfliegen- und Strohgewicht. 
Der Titel wird im Boxen oft mit dem linearen Weltmeister (englisch lineal Champion) verwechselt.

## Boxverbände
Folgende Boxverbände wurden über verschiedene Zeitintervalle als Kriterium vorausgesetzt:
- 1920–1963: New York State Athletic Commission (NYSAC) und National Boxing Association (NBA) (ab 1962 in World Boxing Association (WBA) umbenannt)
- 1963–1983: WBA und World Boxing Council (WBC)
- 1983–2007: WBA, WBC und International Boxing Federation (IBF)
- seit 2007: WBA, WBC, IBF und World Boxing Organization (WBO)

In der Praxis hingegen wurde der Boxverband NYSAC bis 1970 von den Boxern weiterhin für die Erfüllung der Kriterien als wichtig erachtet.